# Championnat universitaire du Japon de rugby à XV
Ne doit pas être confondu avec Tournoi national lycéen du Japon de rugby à XV.
Le Championnat universitaire du Japon de rugby à XV ou All-Japan University Championship (全国大学ラグビーフットボール選手権大会 en japonais) est une compétition annuelle de rugby à XV organisée par la Fédération japonaise de rugby mettant aux prises les meilleures universités japonaises. Les deux finalistes du All-Japan University Championship sont qualifiés pour le All Japan Rugby Football Championship.

## Histoire
La compétition est créée en 1965 et remportée pour sa 1re édition par l'université de Hōsei sur le score de 14 à 6 face à Waseda.

## Format
Les 5 premiers de la Ligue Kansaï A, de la Ligue Kanto Taisosen A et de la Ligue Kanto 1 sont qualifiés pour le tournoi final. Le vainqueur de la Ligue Kyushu 1-A dispute un tournoi face à 2 champions de ligues pour déterminer le participant à la phase finale.

## Équipes de l'édition 2015
Les seize équipes participantes sont les suivantes :
| Poule A - Teikyō - Hōsei - Tenri - Asahi | Poule B - Ryutsu Keizai - Kyoto Sangyo - Keiō - Chūō | Poule C - Kwansei Gakuin - Meiji - Daito Bunka - Tsukuba | Poule D - Waseda - Tōkai - Dōshisha - Ritsumeikan |

## Palmarès
| Année | Edition | Vainqueur    | Score   | Finaliste    |
| ----- | ------- | ------------ | ------- | ------------ |
| 1965  | 1re     | Hōsei        | 14 - 6  | Waseda       |
| ...   | -       | -            | –       | -            |
| 2000  | 36e     | Keiō         | 42 - 15 | Kanto Gakuin |
| 2001  | 37e     | Kanto Gakuin | 42 - 15 | Hōsei        |
| 2002  | 38e     | Kanto Gakuin | 21 - 16 | Waseda       |
| 2003  | 39e     | Waseda       | 27 - 22 | Kanto Gakuin |
| 2004  | 40e     | Kanto Gakuin | 33 – 7  | Waseda       |
| 2005  | 41e     | Waseda       | 31 – 19 | Kanto Gakuin |
| 2006  | 42e     | Waseda       | 41 – 5  | Kanto Gakuin |
| 2007  | 43e     | Kanto Gakuin | 33 – 26 | Waseda       |
| 2008  | 44e     | Waseda       | 26 – 6  | Keiō         |
| 2009  | 45e     | Waseda       | 20 – 10 | Teikyō       |
| 2010  | 46e     | Teikyō       | 14 – 13 | Tōkai        |
| 2011  | 47e     | Teikyō       | 17 – 14 | Waseda       |
| 2012  | 48e     | Teikyō       | 15 – 12 | Tenri        |
| 2013  | 49e     | Teikyō       | 39 – 22 | Tsukuba      |
| 2014  | 50e     | Teikyō       | 41 – 34 | Waseda       |
| 2015  | 51e     | Teikyō       | 50 – 7  | Tsukuba      |
| 2016  | 52e     | Teikyō       | 27 – 17 | Tōkai        |

## Bilan
| Equipe                                     | Titres | Finales perdues | Année des titres                                                                         | Années des finales perdues                                                                     |
| ------------------------------------------ | ------ | --------------- | ---------------------------------------------------------------------------------------- | ---------------------------------------------------------------------------------------------- |
| Université Waseda                          | 15     | 16              | 1965, 1966, 1968, 1970, 1971, 1973, 1974, 1976, 1987, 1989, 2002, 2004, 2005, 2007, 2008 | 1964, 1967, 1969, 1972, 1975, 1981, 1986, 1990, 1992, 1995, 1996, 2001, 2003, 2006, 2010, 2013 |
| Université Meiji                           | 12     | 9               | 1972, 1975, 1977, 1979, 1981, 1985, 1988, 1990, 1991, 1993, 1995, 1996                   | 1973, 1974, 1976, 1978, 1980, 1982, 1994, 1997, 1998                                           |
| Université Teikyo                          | 7      | 1               | 2009, 2010, 2011, 2012, 2013, 2014, 2015                                                 | 2008                                                                                           |
| Université Kanto Gakuin                    | 6      | 4               | 1997, 1998, 2000, 2001, 2003, 2006                                                       | 1999, 2002, 2004, 2005                                                                         |
| Université Doshisha                        | 4      | 2               | 1980, 1982, 1983, 1984                                                                   | 1979, 1987                                                                                     |
| Université Hosei                           | 3      | 5               | 1964, 1967, 1992                                                                         | 1965, 1966, 1971, 1993, 2000                                                                   |
| Université Keio                            | 3      | 3               | 1968, 1985, 1999                                                                         | 1977, 1984, 2007                                                                               |
| Université Daito Bunka                     | 3      | 1               | 1986, 1988, 1994                                                                         | 1991                                                                                           |
| Université japonaise des sciences du sport | 2      | 3               | 1969, 1978                                                                               | 1970, 1983, 1989                                                                               |
| Université de Tsukuba                      | 0      | 2               |                                                                                          | 2012, 2014                                                                                     |
| Université Tenri                           | 0      | 1               |                                                                                          | 2011                                                                                           |
| Université Tōkai                           | 0      | 1               |                                                                                          | 2009                                                                                           |